# 白肩蚁鵙
白肩蚁鵙（学名：Thamnophilus aethiops）是蚁鵙科蚁鵙属的一种，发现于玻利维亚、巴西、哥伦比亚、厄瓜多尔、秘鲁和委内瑞拉。
白肩蚁鵙的自然栖息地是亚热带或热带的湿润低地森林。

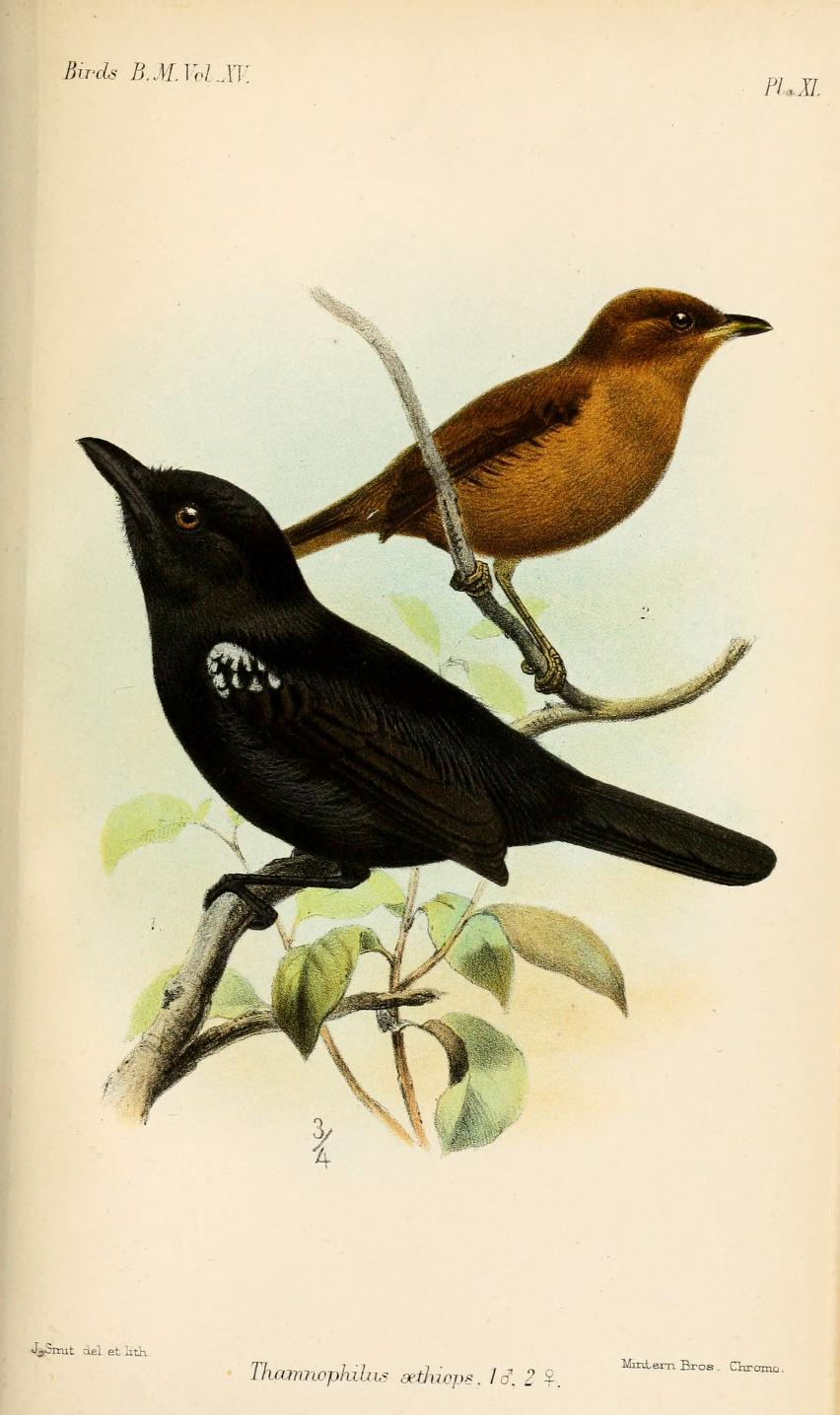
约瑟夫·斯米特绘制的白肩蚁鵙（1890年）